# 羅克斯伯勒公園 (科羅拉多州)
羅克斯伯勒公園（英語：Roxborough Park）是位於美國科羅拉多州道格拉斯縣的一個人口普查指定地區。

## 地理
羅克斯伯勒公園的座標為39°27′33″N 105°04′43″W / 39.45917°N 105.07861°W，而該地最高點為海拔高度1753米（即5751英尺）。

## 人口
根據2010年美國人口普查的數據，羅克斯伯勒公園的面積為24.2平方千米，當中陸地面積為23.9平方千米，而水域面積為0.3平方千米。當地共有人口9099人，而人口密度為每平方千米375人。